# ムサシノモデル
有限会社ムサシノモデルは日本の鉄道模型メーカーである。

## 概要
主に16番ゲージ日本型とOJゲージ日本型の真鍮製鉄道模型の販売を手がける。製造は韓国で行なっている。国鉄・JRの旧型や新型の電気機関車や蒸気機関車、小型の私鉄車両を多く製品化する。また、アメリカ型の真鍮製鉄道模型の輸入も手がける。